# استان خاموان
استان خاموان (به لاتین: Khammouane Province) یک استان‌های لائوس در لائوس است که در لائوس واقع شده‌است.

## خصوصیات
استان خاموان ۱۶٬۳۱۵ کیلومترمربع مساحت و ۳۳۷٬۳۱۴ نفر جمعیت دارد.